# كوغي ماتسوشيتا
كوغي ماتسوشيتا (باليابانية: 松下浩二؛ بالكانا: まつした こうじ) هو لاعب تنس الطاولة ياباني، ولد في 28 أغسطس 1967 في تويوهاشي في اليابان.

## وصلات خارجية
- كوغي ماتسوشيتا على موقع منظمة تنس الطاولة العالمي (الإنجليزية)
- كوغي ماتسوشيتا على موقع أوليمبيديا (الإنجليزية)